# Litsea panamanja
Litsea panamanja là loài thực vật có hoa trong họ Nguyệt quế. Loài này được (Buch.-Ham. ex Nees) Hook. f. miêu tả khoa học đầu tiên năm 1886.